# Alannah Yip
Alannah Yip (* 26. Oktober 1993 in Vancouver) ist eine kanadische Sportkletterin.

## Kindheit und Ausbildung
Yip wuchs in North Vancouver auf und kam erstmals mit 6 Jahren in Kontakt mit Klettern. Erste Wettbewerbe bestritt sie als 10-jährige. Sie studierte Ingenieurswesen und spezialisierte sich auf Mechatronik und machte ihren Abschluss an der University of British Columbia im Jahr 2018.

## Karriere
Sie nahm zwischen 2007 und 2012 an sechs Jugendweltmeisterschaften teil, stoppte jedoch während des Studiums ihr Wettkampftraining. Während eines Studienaufenthaltes in der Schweiz kam sie in Kontakt mit dem dortigen Nationalteam und trainierte mit diesem. Bei ihrer Rückkehr im August 2015 stieg sie wieder voll ins Training ein. Im Jahr 2016 nahm sie erstmals an der  Kletterweltmeisterschaft.
Nachdem es ihr nicht gelang bei den ersten beiden Möglichkeiten, den Kletterweltmeisterschaften 2019 und dem Olympischen Qualifikationswettkampf sich für die Olympischen Sommerspiele 2020 in Tokio zu qualifizieren, verblieb nur noch die Möglichkeit dies bei den Amerikameisterschaften 2020 zu tun. Diese konnte sie für sich entscheiden und erzielte so die Qualifikation. Bei den Weltmeisterschaften hatte sie mit dem 7. Platz im Bouldern ihre bisher beste Karriereplatzierung erzielt. Bei den Olympischen Spielen erreichte sie in der Qualifikation den 14. Platz und verpasste so die Qualifikation für das Finale.